# Pol Roigé
Pol Roigé Rodríguez (Barcelona, 28 de enero de 1994) es un futbolista español. Juega de delantero y su equipo es el C. F. Intercity de la Segunda Federación.

## Trayectoria
Tras debutar en 2014 con el C. E. Sabadell en Segunda División con 20 años, afianzó su progresión en la siguiente temporada en el grupo tercero de Segunda B.
En enero de 2016 firmó por el R. C. D. Mallorca. En su etapa en la entidad bermellona fue cedido al R. C. Celta de Vigo "B" y Hércules C. F.
En julio de 2019 decidió probar suerte fuera de España y firmó por el GIF Sundsvall de Suecia. Allí completó el año antes de irse en enero a Rumania para jugar en el Petrolul Ploiești.
El 20 de julio de 2021 firmó por el C. F. Intercity, equipo con el que consiguió ascender a Primera División RFEF esa misma temporada. Permaneció en el club hasta enero de 2025, momento en el que se unió al Antequera C. F. Con ellos disputó la promoción de ascenso a Segunda División y en julio regresó al C. F. Intercity tras el descenso a Segunda Federación.

## Clubes
| Club                             | País    | Año       |
| -------------------------------- | ------- | --------- |
| U. E. Cornellà                   | España  | 2012-2014 |
| U. E. Castelldefels (cedido)     | España  | 2013-2014 |
| C. E. Sabadell F. C. "B"         | España  | 2014-2015 |
| C. E. Sabadell F. C.             | España  | 2015-2016 |
| R. C. D. Mallorca                | España  | 2016-2019 |
| R. C. Celta de Vigo "B" (cedido) | España  | 2018      |
| Hércules C. F. (cedido)          | España  | 2018-2019 |
| GIF Sundsvall                    | Suecia  | 2019      |
| Petrolul Ploiești                | Rumania | 2020-2021 |
| C. F. Intercity                  | España  | 2021-2025 |
| Antequera C. F.                  | España  | 2025      |
| C. F. Intercity                  | España  | 2025-     |

## Palmarés

### Campeonatos nacionales
| Título                          | Club            | País   | Año  |
| ------------------------------- | --------------- | ------ | ---- |
| Segunda División RFEF - Grupo V | C. F. Intercity | España | 2022 |